# Opera (Browser)
Opera ist ein kostenloser proprietärer Webbrowser des norwegischen Unternehmens Opera Software. Opera basierte bis einschließlich Version 12.18 auf der eigenen Browser-Engine Presto. Seit der 2013 freigegebenen Version 15 nutzt er die Browser-Engine der jeweils aktuellen Version des Webbrowsers Chromium. Opera ist für viele Plattformen verfügbar. Opera Software wurde 1995 in Norwegen von dem Isländer Jon Stephenson von Tetzchner und Geir Ivarsøy gegründet.
Opera bietet eine Reihe von Produkten und Dienstleistungen an, darunter verschiedene Web-Browser für PCs und mobile Geräte. Die Gesamtnutzerbasis des Unternehmens beträgt 350 Millionen aktive Nutzer. Der Browser selbst wurde am 10. April 1995 veröffentlicht, was ihn zu einem der ältesten Desktop-Webbrowser macht, die noch aktiv weiterentwickelt werden. 1998 begann Opera mit der Entwicklung seines ersten Browsers für mobile Geräteplattformen.

## Allgemein

Opera 12.14 unter Linux (Ubuntu 12.10)

Das Projekt Opera begann im April 1994 als Forschungsprojekt des norwegischen Telekommunikationsunternehmens Telenor und wurde 1995 als eigenständiges Unternehmen unter dem Namen Opera Software ausgegliedert.
Bis einschließlich Version 4 im Dezember 2000 war Opera grundsätzlich kostenpflichtig; danach zeigte er ein Werbebanner an, solange er nicht kostenpflichtig registriert war (Adware). Ab Version 8.5 (September 2005) ist Opera kostenlos (Freeware).
Das Programm bot bereits seit der ersten Version das aus dem Browser InternetWorks bekannte sogenannte Tabbed Browsing  an und führte früh Mausgesten ein. Beide Funktionen wurden auch von anderen Browsern übernommen.

### Erster Börsengang und Aktiengesellschaft
Im Februar 2004 kündigte Opera Software an, dass es sich auf einen Börsengang an der Osloer Börse im März vorbereitete. Am 11. März wurde Operas Börsengang eröffnet und die Aktien wurden unter dem Symbol OPERA gehandelt. Im Mai 2004 gab Opera bekannt, durch einen Vergleich in einem Rechtsstreit mit einem nicht näher bezeichneten internationalen Unternehmen 12,75 Millionen US-Dollar erhalten zu haben.
2005 entfernte der Opera Browser die Werbung und begann, Einnahmen durch Google als Standard-Suchmaschine zu generieren.

### Zweiter Börsengang
Im Jahr 2016 kam es zu bedeutenden Veränderungen in der Unternehmensstruktur. Laut Firmenchef Sverre Munck sei es für das Internet- und Werbeunternehmen entscheidend, Partner zu finden. Ende Mai 2016 stimmten die Aktionäre einem Verkauf des Browser-Betreibers Opera Software an ein chinesisches Konsortium zu. Das Konsortium hatte im Februar 10,5 Milliarden Kronen (1,2 Milliarden Euro) für Opera geboten.
Der endgültige Verkaufspreis belief sich auf 543 Millionen US-Dollar für Operas Browser, Verbrauchergeschäft und Marke. Das neue Mutterunternehmen benannte sich Otello Corporation und Opera wurde als neues Unternehmen Opera Limited an der US-Börse NASDAQ gelistet.

## Opera Desktop Browser

Screenshot von Opera 12.02, Voransicht der Tabs (oben) und Widget-Menü (links) sind geöffnet

Die aktuelle Version von Opera im Desktopbereich ist verfügbar für die Betriebssysteme Microsoft Windows, Mac OS X, Linux, Solaris und FreeBSD. Ältere Versionen von Opera gibt es für BeOS, QNX und OS/2.
Opera steht in 50 Sprachen zur Verfügung. Die offizielle deutschsprachige Version ist auch bezüglich der eingebauten Suchfunktion (siehe Bedienung) an den Sprachraum angepasst.
Opera ist für Linux dynamisch als auch statisch gegen die Qt-Bibliothek gelinkt verfügbar. Die statisch gelinkte Version ist jedoch meist nur noch über den FTP-Server verfügbar.
Zudem gibt es eine portable 64-Bit-Programmversion, die sich ohne Installation von verschiedenen Speichermedien unter Microsoft Windows verwenden lässt. Außerdem existiert eine Version für die U3-Plattform.
Seit Februar 2006 veröffentlicht Opera Software sogenannte Schnappschüsse („Snapshots“) der in Entwicklung befindlichen Browser-Version, welche am 3. Mai 2011 in Opera Next umbenannt wurde, um die unabhängige Installation gegenüber einer vorhandenen stabilen Version zu gewährleisten. Diese werden in unregelmäßigen Abständen veröffentlicht und enthalten meist kleinere Änderungen, die die Entwicklung des Browsers aus Anwendersicht nachvollziehbar machen sollen. Da es sich um Vorabversionen handelt, enthalten Snapshots häufig Bugs.

### Funktionsumfang

#### Alte Versionen
Opera enthielt bis einschließlich Version 12 neben dem Browser auch Opera Mail und Dragonfly.

Die drei Module umfassten unter anderem folgende Funktionen:
- den Browser mit Lesezeichen-Verwaltung, Verlauf (besuchte Webseiten), Passwort-Manager, MDI (Tabbed Browsing), Pop-up-Blocker und Werbeblocker (neutral als „Content Blocker“ bezeichnet)
- eine visuelle Tabvorschau: Offene Seiten werden in den Tabs als kleine Vorschaubilder sichtbar;
- einen IRC-Client zur Teilnahme am Internet Relay Chat;
- einen Download-Manager;
- ein Adressbuch, um „Kontakten“ Eigenschaften wie Name, E-Mail-Adresse, Homepage, Anschrift, Telefon, Fax, Notizen zuzuordnen;
- Notizen, um Ideen schnell aufzuschreiben oder um markierte Textstellen einer Webseite festzuhalten: Notizen werden automatisch gespeichert und können auch per Mail versendet werden;
- einen internen BitTorrent-Client im Download-Manager;
- eine Widget-Engine;
- ein Phishing-Filter, das auf die Datenbanken von GeoTrust und Phishtank zurückgreift;
- eine Schnellwahl („Speed Dial“) bei neu geöffneten Tabs, in welche favorisierte Webseiten eingefügt werden können;
- Opera Link, um Lesezeichen, Notizen oder eigene Suchen sowie Passworte über mehrere Opera-Installationen zu synchronisieren;
- Opera Turbo als Proxyserver für langsame Leitungen, der Seiteninhalte komprimiert, um sie schneller zu öffnen;
- ein E-Mail-, News- und Feedreader-Programm (Opera Mail);
- Entwicklerwerkzeuge (Dragonfly).

#### Version 15 ff.
Ab Version 15 wurde Opera Mail nicht weiterentwickelt, man kann es als eigenes Programm jedoch auf der Opera-Website herunterladen, Opera Dragonfly wurde herausgenommen. Neu hinzu kamen:
- der Chromium-Taskmanager, wie ihn Google Chrome enthält
- eine Seite im Browser mit aktuellen Nachrichten.

### Browser

#### Fähigkeiten

Opera zeigt SVG-Dateien an und kann jede Anzeige zoomen (gezeigt ist dieses Bild unter Opera 12.02 unter Windows 8)

Bei der Anzeige von Webseiten erfüllt Opera aktuelle Standards für HTML und CSS.
Ab Version 8.0b3 unterstützt Opera eine Teilmenge des SVG-Grafikformates sowie ab Version 9.50 APNG und viele weitere aktuelle Standards.

#### Engine
Ab 2003 wurde die plattformübergreifende Browser-Engine Presto verwendet, ab 2013 allerdings nur im Opera Mini (siehe unten). Sie unterscheidet sich vom Vorgänger in ihrer dynamischen Arbeitsweise: Aufgerufene Seiten oder deren Teile können jederzeit neu gerendert werden. Presto unterstützte zudem das Document Object Model (DOM) des W3C vollständig. Zudem interpretierte Presto Street HTML (abwertend: „Gassen-Quelltext“), also nicht standardkonforme, für den Internet Explorer optimierte Webseiten.
In den Opera-Versionen 3.5 bis 6 nannte man die Browser-Engine „Elektra“, ab Opera-Version 7 dagegen „Opera Presto“.
Am 13. Februar 2013 kündigte Opera an, in Zukunft auf WebKit zu setzen. Am 3. April 2013 gab Google bekannt, seine Mitentwicklung von WebKit zugunsten der Webkit-Abspaltung Blink einzustellen und Blink in Chromium zu verwenden. Opera gab am gleichen Tag bekannt, Blink für künftige Versionen von Opera zu nutzen.

#### Seitendarstellung
Die Zoom-Funktion von Opera vergrößert nicht nur Texte, sondern skaliert und glättet auch Bilder und Plug-ins. Die Größenänderung ist von 20 % (ein Fünftel der normalen Ansicht) bis 1000 % einstellbar. Der „Benutzermodus“ verbessert die Webseiten-Lesbarkeit (barrierefreies Internet). Damit kann man das Aussehen beliebiger Webseiten mit eigenen CSS-Dateien anpassen. Man kann Bilder ausblenden und Farben verändern (zum Beispiel in weißen Text auf schwarzem Hintergrund). Bei der Navigation mit der Maus über Tabs sieht man eine Miniaturvorschau bereits geladener Inhalte. Der Vollbildmodus zeigt die aktuelle Seite ohne Menüs oder Paneele an. Ab Version 10 lässt sich die Tab-Leiste verbreitern oder aufklappen, wodurch die Tabs breiter werden und im erscheinenden Leerraum eine Seiten-Vorschau anzeigen.
Bis Version 12 gab es einen Kioskmodus, der Opera im Vollbild ohne Menüs und ohne Hinweis auf das verwendete Betriebssystem zeigt. Allerdings kann man leicht aus dem Modus „ausbrechen“. Der Kioskmodus schützt also nicht vor Vandalismus. Mit der Funktion „An Seitenbreite anpassen“ lassen sich für große Auflösungen geschriebene Webseiten auch auf kleinen Bildschirmen lesen. Mit der „Small-screen“-Funktion kann man Webseiten wie mit dem Opera-Mini-Mobilbrowser betrachten, was Webdesignern die Prüfung der Kompatibilität erleichtert.

#### Bedienung

Mausgestenvisualisierung unter Opera 12.02 unter Windows 8

Mithilfe der Multiple-Document-Interface-Oberfläche können mehrere Seiten innerhalb eines Opera-Fensters geöffnet werden. Um zwischen den Seiten zu wechseln, steht eine Leiste ähnlich der Windows-Taskleiste zur Verfügung. Mit speziellen Befehlen können alle außer der aktuellen Seite geschlossen oder geschlossene Seiten wieder angezeigt werden. Die Navigation zwischen den Tabs erfolgt über die Tastatur, das Mausrad oder durch Anklicken der Tabs.
Mittels Mausgesten kann Opera besonders schnell mit der Maus bedient werden, größtenteils ohne Schaltflächen anzuklicken. Zugleich ermöglichen auch Tastenkürzel eine Bedienung weitgehend ohne Maus.
Ab Version 8.00 lässt sich Opera über englische Sprachbefehle steuern mit der VoiceXML-Technologie. Auch kann man Webseiten vorlesen lassen, nachdem man die notwendigen Dateien zusätzlich heruntergeladen hat.
Eine in die Adressleiste eingebaute Suchfunktion mit der Möglichkeit, Kürzel für verschiedene Seiten festzulegen, vereinfacht Suchvorgänge bei diversen Suchmaschinen und Onlinehändlern. Eine weitere Funktion im Kontextmenü ermöglicht es, ein Eingabefeld auf einer Webseite als Suchanbieter hinzuzufügen. Die Suche in der Seite findet Ergebnisse bereits bei der Eingabe. Suchen innerhalb aller Bereiche von Opera ist möglich.
Alle momentan aufgerufenen Seiten und deren Anordnung konnten bis Version 12 als „Sitzung“ gespeichert werden, um später damit fortzufahren. Man konnte beim Programmstart eine Sitzung laden, jedoch auch die jeweils letzte Sitzung fortsetzen. Ab Version 15 kann man nur wahlweise mit der Schnellwahl oder der letzten Sitzung beginnen.
Mit der Schnellwahl-Funktion „Speed Dial“ ab Version 9.2 kann man in einer neuen Seite bis zu neun Favoriten voreingestellt anzeigen lassen oder per Tastaturkürzel laden; ab Version 10 wurde diese Zahl auf 25 erhöht.
Der Passwort-Manager automatisiert Anmeldevorgänge auf Seiten, die Benutzernamen und Passwort erfordern. Diese Funktion wurde in Opera bis Version 9.64 als „Wand“ (von „magic wand“, englisch für ‚Zauberstab‘) bezeichnet und lässt sich auf Wunsch auch mit einem Opera-eigenen Master-Passwort schützen. Das Master-Passwort kann auch für das E-Mail-Programm Opera Mail verwendet werden.

#### Oberfläche

Opera 12.02 unter Windows 8 mit alternativer installierter Oberfläche

Die Oberfläche von Opera lässt sich weitgehend anpassen. Man kann alle Symbolleisten anpassen oder ausblenden. Das Erscheinungsbild lässt sich mit verschiedenen Skins (ab Opera 7) verändern, die von der Opera-Website heruntergeladen werden können.
Ab Version 9.0 ist ein neuer Suchmaschineneditor eingebaut, der das Anpassen von Suchmaschinen im GUI ermöglicht.
Bis einschließlich Version 10.10 setzt Opera zum Zeichnen der grafischen Benutzeroberfläche für unixoide Betriebssysteme auf die Qt-Bibliothek und für Windows auf die Windows APIs, Mobilgeräte auf Java. Ab Version 10.50 der Variante für Desktopcomputer übernimmt diese Aufgabe die hauseigene Vega-Vektorgrafik-Engine.

#### Weitere Funktionen
Opera konnte bis Version 12 ebenfalls Seiten in beliebigen Intervallen automatisch neu laden. Zur Validierung (Prüfen auf Fehler) des HTML-Quelltextes mittels Übergabe an den W3C Markup Validation Service existiert eine entsprechende Funktion im Kontextmenü.
Neben dem normalen Vor- und Zurückgehen beim Surfen enthielt Opera „schnelle“ Vor- und Rücklauf-Schaltflächen. Erkennt Opera in einer Webseite eine wiederkehrende Formatierung (beispielsweise Vorschaubilder oder eine Auflistung von Bildern), kann man mit dem Vorlauf-Button alle Bilder oder Dokumente ansehen, ohne jedes Mal zurückgehen und neu klicken zu müssen. Mit der Rücklauf-Schaltfläche kommt man mit einem Klick zum Beispiel auf die Hauptseite eines Diskussionsforums zurück, auch wenn man sich bereits im dritten Unterforum befindet.
Ebenfalls enthalten ist eine Funktion zum erneuten Öffnen von geschlossenen Tabs (es wird dort fortgesetzt, wo das Tab geschlossen wurde). Der Seitenverlauf wird nach dem Schließen von Opera aus der Liste entfernt.
Bei einem Absturz merkt sich der Browser die geöffneten Seiten, nach dem Neustart kann man an derselben Stelle weiterarbeiten.
In Texten eingebettete Internetadressen (URLs) können durch einen Doppelklick markiert werden. Darauf öffnet sich ein Kontextmenü, über das man die Seite direkt aufrufen kann.
Ebenfalls im Kontextmenü sind Direktlinks auf eine Enzyklopädie (Wikipedia), ein Wörterbuch, ein Untermenü zur Auswahl einer Suchmaschine und (Stand August 2009) 19 Übersetzungsmöglichkeiten integriert, mit denen einzelne, markierte Wörter oder ganze Sätze nachgeschlagen werden können.
Opera kann jede offene Seite inklusive ihrer kompletten Historie auf Tastendruck in den Hintergrund duplizieren. Text, der in Felder eingegeben wurde, bleibt dabei erhalten.
Opera kann sich Webservern gegenüber auch als Mozilla oder Internet Explorer ausgeben, um Browserweichen zu umgehen, die Opera-Benutzer abweisen. Er kann sich diese geänderte Identifikation für individuelle Seiten merken und wendet sie beim nächsten Besuch automatisch an.
Jede Seite kann individuelle Einstellungen wie zum Beispiel die Verwendung von JavaScript, Cookies, Popupblocker usw. erhalten.

#### Werbeblocker
Opera ermöglicht, Pop-ups zu blockieren; in der Standardinstallation ist diese Funktion aktiviert. Dies betrifft Pop-ups, die von einer anderen Domain als der stammen, von der aus das Pop-up aufgerufen wird. Diese Methode stellte in der Vergangenheit, als Pop-ups exzessiv Anwendung fanden, eine sichere Möglichkeit dar, das Surfen einfacher zu gestalten.
Der eigentliche Inhaltsfilter und Werbeblocker von Opera ist als einfach strukturierte Initialisierungsdatei realisiert. Diese urlfilter.ini genannte Datei befindet sich im Profil-Verzeichnis von Opera. Sie ist in der Standardinstallation von Opera nicht enthalten. Bei der ersten Verwendung der integrierten „Inhalte-blockieren“-Funktion wird die urlfilter.ini von Opera automatisch im Profil-Verzeichnis angelegt. Inhalte können über die Programmoberfläche oder durch direktes Editieren der urlfilter.ini-Datei blockiert werden. Die Verwendung von Wildcards zum Blockieren ganzer Domains oder einzelner Pfade ist möglich. Im Internet finden sich diverse Websites mit vorgefertigten Filterdateien.
Beim Programmstart von Opera wird die Datei, so vorhanden, eingelesen. Alle darin enthaltenen URLs mit allen Unterseiten werden blockiert. Damit lassen sich ganze IP-Bereiche sperren wie auch Zugriffe auf Server, die sich außerhalb eines bestimmten Netzes befinden.
Zusätzlich zum Inhaltsfilter besteht die Möglichkeit, Werbung mit Cascading Style Sheets auszublenden. Man kann eine oder mehrere User-CSS-Dateien aktivieren (vgl. Seitendarstellung).
Mit Opera 37 wurde ein nativer Werbeblocker unter der Verwendung der Filterliste EasyList wieder eingeführt.

#### Virtual Private Network
Ab Version 40, die im September 2016 veröffentlicht wurde, enthält Opera ein eigenes kostenloses Virtual Private Network (VPN) mit unbegrenztem Datenvolumen, das zunächst über einen eigenen Anbieter des Konzerns (SurfEasy) betrieben wurde. Damit ist es möglich, Beschränkungen durch eine Geo-IP-Sperre zu umgehen, beispielsweise also Angebote, die nur für nordamerikanische Benutzer zugänglich sein sollen, auch von Europa aus zu nutzen, indem man einen passenden Standort in den Einstellungen des VPN auswählt. Der Verkehr wird dann dementsprechend geroutet, so dass der Zugriff auf den Dienst auch in Europa möglich ist. Bei Aufnahme des Betriebs erklärte der Browserhersteller, es würden keine Nutzerdaten gespeichert, so dass beim Einsatz des VPN eine „weitgehende Anonymität“ bei der Internetnutzung zugesichert werden könne. Opera bestritt, dass es sich dabei nur um einen Proxy handele; vielmehr werde der gesamte Datenverkehr über die Verbindung geleitet. Das Geschäftsmodell für den Betrieb des VPN ist nicht bekannt. Neben dem VPN im Opera-Browser gab es einen kostenpflichtigen, ebenfalls von SurfEasy betriebenen, Dienst „Opera VPN“. Er wurde im April 2018 eingestellt.

### E-Mail
In Opera integriert war das E-Mail-Programm „Opera Mail“ (früher „M2“). E-Mails werden in Opera Mail in einer zentralen Liste gespeichert und mithilfe sogenannter „Filter“ sortiert. So ist es möglich, sämtliche E-Mails an und von einer bestimmten Adresse zu sehen, indem man einmalig einen Filter mit entsprechenden Bedingungen erstellt. Jede E-Mail kann in beliebig vielen Filtern erscheinen, ohne kopiert oder verändert zu werden.
Verschiedene Filter legt Opera Mail automatisch an: So gibt es „Aktive-Adressen“-Filter, mit denen man auf alle Mails von Personen zugreifen kann, mit denen man kürzlich Mails ausgetauscht hat, verschiedene „Aktuelle-Korrespondenz“-Filter sammeln automatisch aktuelle Mail-Korrespondenzen (bestehend aus empfangenen Mails und eigenen Antworten). Auch Mailinglisten werden automatisch erkannt und es gibt Filter für verschiedene Dateianhänge (zum Beispiel alle Mails mit Bildern). Mailinglisten können in Baumdarstellung angezeigt werden.
Gespeichert werden E-Mails in mbox-Dateien, die sich auch mit einem Texteditor betrachten lassen. Diese besitzen in der Regel die Dateiendung .mbs. Außerdem enthalten sind ein lernfähiger Spamfilter (Bayes Spamfilter) sowie Unterstützung von POP3-, IMAP- und Newsgroups. Seit der Opera-Version 7.5 ist es auch möglich, RSS-Feeds zu verwalten.
Opera kann Text- und HTML-Mails darstellen. Das Erstellen von HTML-Mails ist ab Version 10 möglich.
Seit Opera 12.0 besaß Opera eine MAPI-Schnittstelle zur vollständigen Integration des E-Mail-Programms in das Betriebssystem Windows. Um E-Mails aus Drittanwendungen versenden zu können, benötigt man damit keine zusätzlichen Plugins mehr.
Mit Version 15 wurde das E-Mail-Modul aus dem Browser ausgegliedert und als separates Programm weitergeführt.

### Opera Dragonfly
Das Entwicklertool Dragonfly wurde am 6. Mai 2008 als Testversion der Öffentlichkeit präsentiert. Damit können Webdesigner und Programmierer DOM-Elemente und JavaScripts untersuchen, Fehler erkennen und prüfen, welche CSS-Eigenschaften auf welches DOM-Element wirken. Ab der Version 15 ist Dragonfly nicht mehr enthalten.

### Sonstiges
- Opera Link: Ab Version 9.5 können persönliche Einstellungen auf einem Server von Opera gespeichert und synchronisiert werden. So ist es möglich, Lesezeichen, Lesezeichenleiste, Schnellwahl, Notizen, Passwörter, Regeln der Inhaltsblockierung, eigene Suchen und/oder die Historie der Eingaben in die Adresszeile auch auf anderen Rechnern, Mobiltelefonen und Smartphones mit Opera verfügbar zu machen. Über die Webseite von Opera Link sind nach dem Einloggen sowohl die Lesezeichen als auch die Schnellwahl in einem beliebigen Browser zugänglich.
- Opera Unite: Ab der Version 10.10 war ein Webserver in Opera enthalten.[37] Dieser Dienst wurde mit Version 12.00 wieder eingestellt.
- Opera Mobile Store: Seit 2011 bietet das Unternehmen einen App Store für Handy-Programme an, der auf einer White-Label-Lösung von Appia basiert.[38]
- Opera ermöglicht eine Rechtschreibprüfung in Eingabefeldern. Genutzt wird dabei die Technik von OpenOffice.org.
- Die Funktion „Opera-Show“ ermöglicht die Anzeige von mit XHTML und CSS erstellten Slideshow-Präsentationen; siehe auch S5.
- Mit Opera können auch WAP-Seiten, also Seiten für Mobiltelefone, betrachtet werden. Da Opera auch für diverse Smartphones erhältlich ist, enthält die Desktop-Version die Option, Webseiten wie auf kleinen Bildschirmen (zum Beispiel von Mobiltelefonen und PDAs) zu rendern. Seit Opera 8 kann man Webseiten so zusammenstauchen, dass sie ohne horizontales Bildschirmrollen angezeigt werden.
- Opera lässt sich durch Plug-ins und Widgets erweitern. Auch kann man der Benutzeroberfläche Schaltflächen hinzufügen oder wie bei der Firefox-Erweiterung Greasemonkey eigene JavaScript-Dateien in den Browser einbinden (auch Active Browsing genannt).

Diese Dateien können als Userscripts oder (Benutzerskripte) das Erscheinungsbild und Verhalten angezeigter Websites und Webanwendungen modifizieren. Die Skripte können für einzelne Websites entwickelt sein oder global für alle Websites gelten und somit den Browser um Funktionen wie externe Rechtschreibprüfung oder Autovervollständigung in HTML-Formularen erweitern. Des Weiteren existiert eine Widget-Engine, die vom Browserfenster unabhängige Mini-Programme ermöglicht.

## Versionsgeschichte Desktop-Browser bis 12/2017
| Opera                                          | Zeitraum                         | Zusammenfassung | Versionen                                                   | Zeitleiste |
| ---------------------------------------------- | -------------------------------- | --- | ----------------------------------------------------------- | --- |
| 1                                              | 1994 bis 1995                    | Obwohl es nie öffentlich herausgegeben wurde, existieren Bildschirmfotos des damaligen MultiTorg Opera. Einige Funktionen blieben bis heute erhalten; in etlichen Weblogs findet man Zeugnisse eines MultiTorg Opera 1.0b4. | 1.0 (Ende 1994)                                             | \| \| \| Legende \| \| _ Aktueller Entwicklungs- zweig \| \| _ Alter Entwicklungs- zweig \| \| _ Erste/Letzte Version vom Entwicklungs- zweig \| \| _ Version mit Neuerungen \| \| _ Sicherheits- aktualisierung \| |
| 2                                              | September 1996 bis Februar 1997  | Die erste öffentliche Version von Opera war Version 2. Die älteste Version ist eine norwegische Demoversion von Opera 2.0, die auf dem Datenträger einer PC-Zeitschrift enthalten war. Sie lädt nur lokale Seiten, aber viele von Operas Schlüsselfunktionen waren vorhanden. Aufgrund der positiven Aufnahme dieser Version wurde an einer öffentlichen englischsprachigen Version 2.10 gearbeitet, die ab September 1996 als Beta-Version und am 8. Dezember 1996 als Vollversion erschien. | 2.10 (08.12.1996) 2.12 (12.02.1997)                         | \| \| \| Legende \| \| _ Aktueller Entwicklungs- zweig \| \| _ Alter Entwicklungs- zweig \| \| _ Erste/Letzte Version vom Entwicklungs- zweig \| \| _ Version mit Neuerungen \| \| _ Sicherheits- aktualisierung \| |
| 3                                              | Dezember 1997 bis März 2000      | Während der 3er-Serie verwandelte sich Opera von einem minimalen in einen leistungsstarken Browser, der in Version 3.62 gipfelte. Diese Version bot eine gute CSS-1-Unterstützung. Die erste Beta-Version der 3er-Serie erschien im September 1997 und die finale Version 3 kam Ende 1997 zur Veröffentlichung. Die Version 3.62 für Windows ist die letzte 16-Bit-Variante. | 3.00 (31.12.1997) ...3.62 (10.03.2000)                      | \| \| \| Legende \| \| _ Aktueller Entwicklungs- zweig \| \| _ Alter Entwicklungs- zweig \| \| _ Erste/Letzte Version vom Entwicklungs- zweig \| \| _ Version mit Neuerungen \| \| _ Sicherheits- aktualisierung \| |
| 4                                              | Juni 2000 bis August 2000        | Opera 4 war der erste auf einem neuen plattformübergreifenden Kern (Qt) aufgebaute Browser, was die Veröffentlichung Operas auf anderen Betriebssystemen erleichterte und damit das Projekt Magic, das die Portierung von Opera auf andere Betriebssysteme wie OS/2, Linux, Mac OS, BeOS und BSD beinhaltete, schnell vorantrieb. Der Kern unterstützte mehrere Standards wie CSS 1, CSS 2, HTML 4, XML und WML und enthielt einen E-Mail-Client. Opera 4 war die erste Version, die den Sprung in die breitere Öffentlichkeit schaffte. Programmfehler der frühen Versionen schadeten dem Ruf Operas, was mit Wartungsausgaben nachgebessert wurde. Die erste Beta-Version der 4er-Serie erschien am 20. März 2000. Nach drei Unterversionen erschien mit 4.02 schon am 2. August 2000 die letzte Version der 4er-Serie. | 4.00 (28.06.2000) ...4.02 (02.08.2000)                      | \| \| \| Legende \| \| _ Aktueller Entwicklungs- zweig \| \| _ Alter Entwicklungs- zweig \| \| _ Erste/Letzte Version vom Entwicklungs- zweig \| \| _ Version mit Neuerungen \| \| _ Sicherheits- aktualisierung \| |
| 5                                              | Dezember 2000 bis Juni 2001      | Opera 5 war die erste Version, die als kostenlose Alternative zum Kauf auch als Adware-Version veröffentlicht wurde. Opera 5 war stabiler als 4 und während der Wartungsausgaben erhielt es neue Funktionen wie integriertes Instant Messaging mit ICQ-Protokoll, das in Version 6 aber wegen Problemen wieder entfernt wurde, Mausgesten, Hotlist-Panels und die integrierte Suche. Die 5er-Reihe endete mit der als Standard für spätere Versionen benutzten Ausgabe 5.12. | 5.00 (06.12.2000) ...5.12 (27.06.2001)                      | \| \| \| Legende \| \| _ Aktueller Entwicklungs- zweig \| \| _ Alter Entwicklungs- zweig \| \| _ Erste/Letzte Version vom Entwicklungs- zweig \| \| _ Version mit Neuerungen \| \| _ Sicherheits- aktualisierung \| |
| 6                                              | Dezember 2001 bis März 2003      | Die Opera 6-Reihe führte die (noch nicht bidirektionale) Unicode-Unterstützung ein. Auch wurde ein neues SDI/MDI-Interface eingeführt, das den Wechsel von SDI-Browsern zu Operas MDI-Interface erleichtern und eine Portierung auf Macintosh-Betriebssysteme erlaubt. | 6.00 (18.12.2001) ...6.06b (25.03.2003)                     | \| \| \| Legende \| \| _ Aktueller Entwicklungs- zweig \| \| _ Alter Entwicklungs- zweig \| \| _ Erste/Letzte Version vom Entwicklungs- zweig \| \| _ Version mit Neuerungen \| \| _ Sicherheits- aktualisierung \| |
| 7                                              | Januar 2003 bis Februar 2005     | Opera 7 wurde Anfang 2003 herausgegeben. Die bis zur Version 12.18 verwendete Presto-HTML-Rendering-Engine wurde eingeführt, die erstmals Unterstützung für das W3C DOM bot. Ebenfalls neu war die Small Screen Rendering-Technik, die Seiten wie auf Handheld- und anderen kleinen Bildschirmen rendert. Die komplette Benutzeroberfläche wurde unter Verwendung eines maßgeschneiderten plattformübergreifenden Skinning-Systems neu geschrieben, das sie vollständig konfigurierbar machte und den Ressourcen-Verbrauch im Vergleich zu Version 6 erheblich reduzierte. Das kombinierte SDI/MDI-Interface und Funktionen wie Vor-/Rücklauf, das Notizen-Panel und Opera Show (die Fähigkeit, Präsentationen mithilfe von CSS zu gestalten und im Vollbildmodus anzuzeigen, siehe auch S5) kamen als weitere Funktionen hinzu. Der neue Mail- und News-Client M2 erweiterte Operas E-Mail-Fähigkeiten enorm. Basierend auf einem leistungsstarken Filter-System mit Mail-Organizing-Fähigkeiten zielt er darauf ab, die E-Mail-Verwaltung so benutzerfreundlich wie möglich zu gestalten. Da sowohl das Interface als auch die Rendering-Engine nativ in Opera verankert sind, kann Opera 7 identisch auf allen Betriebssystemen ausgeführt werden. Das im Mai 2004 veröffentlichte Opera 7.5 unterschied sich deutlich von Opera 7.0. Opera 7.5 war mit einer neuen Benutzeroberfläche und einem neuen Standard-Skin ausgestattet. Opera Mail wurde um RSS-Unterstützung und eine auf GNU Aspell basierende Rechtschreibprüfung erweitert; ein neuer IRC-Client wurde integriert. | 7.00 (28.01.2003) ...7.54u2 (02.02.2005)                    | \| \| \| Legende \| \| _ Aktueller Entwicklungs- zweig \| \| _ Alter Entwicklungs- zweig \| \| _ Erste/Letzte Version vom Entwicklungs- zweig \| \| _ Version mit Neuerungen \| \| _ Sicherheits- aktualisierung \| |
| 8                                              | April 2005 bis Juni 2006         | Die endgültige Version von Opera 8.00 wurde am 18. April 2005 veröffentlicht. Diese Version unterstützt (nur unter Windows 2000 und Windows XP) als erster Browser Sprachsteuerung und das von Opera mitentwickelte X+V. Die ERA-Technologie (Extensible Rendering Architecture) wurde hinzugefügt, die es ermöglicht, Webseiten bei jeder Auflösung ohne horizontalen Bildlauf anzuzeigen. Operas Benutzeroberfläche wurde erweitert und ein neuer (optionaler) Firefox-ähnlicher Fenstermodus eingeführt, der keine MDI-Funktionen bietet. Ab Version 8.0 beta 3 unterstützt Opera eine Teilmenge des SVG-Formates, das „SVG-Tiny“. Ab Version 8.50 beinhaltet Opera keinen Werbebanner mehr, was zuvor bei der kostenlosen Variante der Fall war. Die Kaufversion wurde damit überflüssig und abgeschafft. | 8.00 (18.04.2005) ...8.54 (04.04.2006)                      | \| \| \| Legende \| \| _ Aktueller Entwicklungs- zweig \| \| _ Alter Entwicklungs- zweig \| \| _ Erste/Letzte Version vom Entwicklungs- zweig \| \| _ Version mit Neuerungen \| \| _ Sicherheits- aktualisierung \| |
| 9                                              | Juni 2006 bis September 2009     | Die erste Vorschau-Version wurde am 20. Oktober 2005 veröffentlicht. Seither unterstützt Opera XSLT, Web-Forms 2.0, Canvas 2D und Atom 1.0. Mit der Technical Preview 2 folgten neue Funktionen wie als Ajax-Applikationen realisierte Widgets (zum Beispiel Taschenrechner und Kalender), eine Vorschaubilder-Funktion für geöffnete Registerkarten (englisch Tabs) sowie erneut ein integrierter BitTorrent-Client. Dem bereits in der ersten Vorschau enthaltenen Quelltextanzeiger wurde ein einfaches Syntax-Highlighting hinzugefügt. Außerdem wurde eine grafische Konfigurationsmöglichkeit der ursprünglich für den Kioskmodus gedachten Filterfunktion für URI hinzugefügt, die einen Adblock-ähnlichen Werbeblocker ermöglicht. Seitenspezifische Einstellungen wurden um Konfigurationsmöglichkeiten in der Oberfläche ergänzt. Seit März 2006 besteht Opera den Acid2-Test, mit dem die Darstellungsfähigkeiten von Webbrowsern geprüft werden. Die Final-Version von Opera 9.0 erschien am 20. Juni 2006. Version 9.27 unterstützt letztmals Windows 95/98/NT 4.0 vollständig. Am 4. September 2007 wurde die erste Alphaversion von Opera 9.5 veröffentlicht. Die endgültige Version folgte am 12. Juni 2008. Neben Unterstützung für CSS3 und einer neuen JavaScript-Engine wurde das Standarddesign durch den dunkel gehaltenen Sharp-Skin ersetzt. Mittels Opera Link und einem Konto bei My Opera lassen sich Schnellwahl, Lesezeichen und Notizen mit anderen Desktopinstallationen und Opera Mini ab Version 4 synchronisieren. In der Adressleiste lässt sich per Quick Find eine Volltextsuche über alle besuchten Webseiten durchführen. Der Phishingschutz wurde um die Malware-Blacklist von Haute Secure ergänzt. In Opera 9.60 wurden die Synchronisierungsfunktion „Opera Link“, der Feedreader sowie der E-Mail-Client erweitert. | 9.00 (20.06.2006) ...9.64 (03.03.2009)                      | \| \| \| Legende \| \| _ Aktueller Entwicklungs- zweig \| \| _ Alter Entwicklungs- zweig \| \| _ Erste/Letzte Version vom Entwicklungs- zweig \| \| _ Version mit Neuerungen \| \| _ Sicherheits- aktualisierung \| |
| 10                                             | September 2009 bis Dezember 2010 | Am 26. März 2008 verkündete Opera, wie auch die Entwickler der quelloffenen Rendering-Engine WebKit, dass der Acid3-Test mit 100 von 100 Punkten durchlaufen wurde. Am 3. Dezember 2008 wurde die erste Vorabversion als Opera 10 veröffentlicht. Diese enthielt die neue Presto-Rendering-Engine. Sie bewältigte den Acid3-Test mit 100 von 100 Punkten. Die 10.x-Versionen für Windows setzen mindestens Windows 95 (bis Version 10.10) bzw. Windows 98/ME und Windows NT 4.0 voraus. Hinzu kamen eine automatische Aktualisierungsfunktion und eine Rechtschreibprüfung, welche ohne GNU Aspell kostenlose Wörterbücher von OpenOffice.org nutzt. Die Geschwindigkeit wurde optimiert. Das interne E-Mail-Programm kann HTML-Mails empfangen, anzeigen und erstellen. Die neue „Turbo“-Funktion überwacht im automatischen Modus den Datendurchsatz. Unter einem Schwellenwert sendet sie Bilder über einen Proxy-Server verdichtet und deaktiviert rechenintensive Flash-Animationen. Diese sind mit einem zusätzlichen Klick zu aktivieren. Opera 10 Beta Build 1589 erhielt am 16. Juni 2009 „Opera Unite“. Unite ist ein Webserver, der im Browser starten kann, ohne Kenntnisse im Bereich Web-Programmierung vorauszusetzen. Unite wurde mit Version 10.10 offiziell veröffentlicht. Version 10.50 nutzt mehr Grafikbibliotheken des Betriebssystems und bindet sich optisch besser im Betriebssystem ein. Hinzu kamen die Grafikbibliothek Vega und die JavaScript-Engine Carakan sowie mehr Unterstützung von HTML5 und CSS3. Das Kompilieren des Skriptcodes vor Ausführung soll die Geschwindigkeit steigern. Ein neuer „Privatmodus“ speichert keine URL-Daten. Die Version 10.60 ist mit der neuen Rendering-Engine Presto 2.6 schneller als der Vorgänger. Die Integration des Web Threat Data Feed des Antivirensoftware-Herstellers AVG soll Bedrohungen besser abwehren. Dem dienen auch Exploit-Signaturen für Sites, die Drive-by-Downloads ausliefern, Listen mit gefährlichen Domains und URLs sowie eine Kontextanalyse zur Abwehr von Schadsoftware aus sozialen Netzen. Mit der Geolocation-API lässt sich der Browser-Standort abfragen. HTML5 Appcache und Webworkers helfen Entwicklern, im Hintergrund als auch offline Aufgaben zu erledigen. Hinzu kamen Suchvorschläge bei der Eingabe und eine überarbeitete Schnellstartseite. | 10.00 (01.09.2009) ...10.63 (12.10.2010)                    | \| \| \| Legende \| \| _ Aktueller Entwicklungs- zweig \| \| _ Alter Entwicklungs- zweig \| \| _ Erste/Letzte Version vom Entwicklungs- zweig \| \| _ Version mit Neuerungen \| \| _ Sicherheits- aktualisierung \| |
| 11                                             | Dezember 2010 bis Juni 2012      | Neu in Version 11 ist das Gruppieren von Registerkarten zu „Tab-Stapeln“ (das „Tab Stacking“), die Hervorhebung der Domain in der Adressleiste zur Erhöhung der Sicherheit, die visuelle Hervorhebung von Mausgesten und die grafische Überarbeitung des Mail-Paneels. Auch erhielt Opera ein Erweiterungssystem, wie es von Firefox bekannt ist. Seither kann man Plug-ins wie Adobe Flash beim Seitenaufruf blockieren und manuell mit einem Klick aktivieren. Zudem wurde mit Opera 11.10 die Schnellwahl („Speed Dial“) überarbeitet und die Unterstützung von neuen Technologien wie WebP ergänzt wie auch die Unterstützung mehrspaltiger Texte, WOFF und Teile der FileAPI. Als Windowsversion wird mindestens Windows 2000 vorausgesetzt. | 11.00 (16.12.2010) ..11.64 (10.05.2012)                     | \| \| \| Legende \| \| _ Aktueller Entwicklungs- zweig \| \| _ Alter Entwicklungs- zweig \| \| _ Erste/Letzte Version vom Entwicklungs- zweig \| \| _ Version mit Neuerungen \| \| _ Sicherheits- aktualisierung \| |
| 12                                             | Juni 2012 bis Juli 2013          | Opera unterstützt nun HTML5-Drag-&-Drop sowie eine nur manuell zu aktivierende Hardwarebeschleunigung, die unter Umständen Problemen bereiten kann. Ab Version 12 ist der Browser auch als 64-Bit-Version für Windows erhältlich. Plugins werden nun in eigenen Prozessen ausgeführt, doch können weiterhin einzelne Plugins den gesamten Browser blockieren. Das E-Mail-Programm unterstützt unter Windows MAPI. Mit Version 12.10 wurde der Support für das SPDY-Protokoll hinzugefügt sowie wie ICC-Profile. Die Windowsversionen (ab 12.10) setzen mindestens Windows XP voraus. | 12.00 (14.06.2012) ...12.17 (23.04.2014) 12.18 (16.02.2016) | \| \| \| Legende \| \| _ Aktueller Entwicklungs- zweig \| \| _ Alter Entwicklungs- zweig \| \| _ Erste/Letzte Version vom Entwicklungs- zweig \| \| _ Version mit Neuerungen \| \| _ Sicherheits- aktualisierung \| |
| 15                                             | Juli 2013                        | Opera 15 ist eine komplette Neuentwicklung. Opera 15 basiert nun auf Chromium mit Blink. Das Aussehen von Opera wurde überarbeitet. Statt der Lesezeichen gibt es nun die sogenannte „Stash“-Funktion. Außerdem wurde eine „Discover“ genannte Funktion integriert, die Nachrichtenbeiträge zusammenfasst. | 15.0 (02.07.2013)                                           | \| \| \| Legende \| \| _ Aktueller Entwicklungs- zweig \| \| _ Alter Entwicklungs- zweig \| \| _ Erste/Letzte Version vom Entwicklungs- zweig \| \| _ Version mit Neuerungen \| \| _ Sicherheits- aktualisierung \| |
| 16                                             | August 2013                      | Wiedereinführung der Autofill-Funktion, Geolocation-Unterstützung, Aktualisierung auf Chromium 29 | 16.0 (27.08.2013)                                           | \| \| \| Legende \| \| _ Aktueller Entwicklungs- zweig \| \| _ Alter Entwicklungs- zweig \| \| _ Erste/Letzte Version vom Entwicklungs- zweig \| \| _ Version mit Neuerungen \| \| _ Sicherheits- aktualisierung \| |
| 17                                             | Oktober 2013                     | Fixierte Registerkarten, Startseite kann geändert werden, Benutzerdefinierte Suchmaschinen, Aktualisierung auf Chromium 30 | 17.0 (07.10.2013)                                           | \| \| \| Legende \| \| _ Aktueller Entwicklungs- zweig \| \| _ Alter Entwicklungs- zweig \| \| _ Erste/Letzte Version vom Entwicklungs- zweig \| \| _ Version mit Neuerungen \| \| _ Sicherheits- aktualisierung \| |
| 18                                             | November 2013                    | Verschiebung von Registerkarten zwischen mehreren geöffneten Opera-Fenstern, zusätzliche Themen können wieder online heruntergeladen werden, Unterstützung von Kamera und Mikrofon, Mausgestenunterstützung, Aktualisierung auf Chromium 31 | 18.0 (19.11.2013)                                           | \| \| \| Legende \| \| _ Aktueller Entwicklungs- zweig \| \| _ Alter Entwicklungs- zweig \| \| _ Erste/Letzte Version vom Entwicklungs- zweig \| \| _ Version mit Neuerungen \| \| _ Sicherheits- aktualisierung \| |
| 19                                             | Januar 2014                      | Wiedereinführung der Lesezeichenleiste, Eigene Bilder auch als Thema nutzbar, Aktualisierung auf Chromium 32 | 19.0 (28.01.2014)                                           | \| \| \| Legende \| \| _ Aktueller Entwicklungs- zweig \| \| _ Alter Entwicklungs- zweig \| \| _ Erste/Letzte Version vom Entwicklungs- zweig \| \| _ Version mit Neuerungen \| \| _ Sicherheits- aktualisierung \| |
| 20                                             | März 2014                        | Bugfixes; Größe der „Schnellwahl-Kacheln“ in den Einstellungen zwischen 2 Stufen veränderbar. Schnellwahl, Stash und Discover sind nun auch im Hauptmenü von Opera 20 (linke obere Ecke) zu finden. Man kann nun Schnellwahl-Kacheln direkt in die Lesezeichenleiste ziehen und umgekehrt (Drag and Drop). Aktualisierung auf Chromium 33 | 20.0 (04.03.2014)                                           | \| \| \| Legende \| \| _ Aktueller Entwicklungs- zweig \| \| _ Alter Entwicklungs- zweig \| \| _ Erste/Letzte Version vom Entwicklungs- zweig \| \| _ Version mit Neuerungen \| \| _ Sicherheits- aktualisierung \| |
| 21                                             | Mai 2014                         | Unterstützung von Aura (UI-Framework für die Entwicklung von dynamischen Web-Anwendungen für mobile und Desktop-Geräte), URL wird im Adressfeld nun vollständig angezeigt, Aktualisierung auf Chromium 34.0.1847.132 | 21.0 (06.05.2014)                                           | \| \| \| Legende \| \| _ Aktueller Entwicklungs- zweig \| \| _ Alter Entwicklungs- zweig \| \| _ Erste/Letzte Version vom Entwicklungs- zweig \| \| _ Version mit Neuerungen \| \| _ Sicherheits- aktualisierung \| |
| 22                                             | Juni 2014                        | Neue Standardthemen, ‚stille‘ Updates für Windows, aktualisiert auf Chromium 35.0.1916.114 | 22.0 (03.06.2014)                                           | \| \| \| Legende \| \| _ Aktueller Entwicklungs- zweig \| \| _ Alter Entwicklungs- zweig \| \| _ Erste/Letzte Version vom Entwicklungs- zweig \| \| _ Version mit Neuerungen \| \| _ Sicherheits- aktualisierung \| |
| 23                                             | Juli 2014                        | Einführung des ‚Heart‘-Menüs, aktualisiert auf Chromium 36.0.1985.125 | 23.0 (22.07.2014)                                           | \| \| \| Legende \| \| _ Aktueller Entwicklungs- zweig \| \| _ Alter Entwicklungs- zweig \| \| _ Erste/Letzte Version vom Entwicklungs- zweig \| \| _ Version mit Neuerungen \| \| _ Sicherheits- aktualisierung \| |
| 24                                             | September 2014                   | Einführung einer Registerkarten-Vorschau, Unterstützung von HiDPI-Darstellung, aktualisiert auf Chromium 37.0.2062.76 | 24.0 (02.09.2014)                                           | \| \| \| Legende \| \| _ Aktueller Entwicklungs- zweig \| \| _ Alter Entwicklungs- zweig \| \| _ Erste/Letzte Version vom Entwicklungs- zweig \| \| _ Version mit Neuerungen \| \| _ Sicherheits- aktualisierung \| |
| 25                                             | Oktober 2014                     | (Wieder-)Einführung eines Lesezeichenmanagers zur Lesezeichenverwaltung. Lesezeichen können nun mit Bildern verknüpft werden. Aktualisierung auf Chromium 38. | 25.0 (15.10.2014)                                           | \| \| \| Legende \| \| _ Aktueller Entwicklungs- zweig \| \| _ Alter Entwicklungs- zweig \| \| _ Erste/Letzte Version vom Entwicklungs- zweig \| \| _ Version mit Neuerungen \| \| _ Sicherheits- aktualisierung \| |
| 26                                             | Dezember 2014                    | Opera 26 ist die erste Version seit Opera 12 und damit die erste Version auf Chromium-Basis, die als stabiler Release für Linux-Systeme bereitgestellt wird. Aktualisierung auf Chromium 39. | 26.0 (03.12.2014)                                           | \| \| \| Legende \| \| _ Aktueller Entwicklungs- zweig \| \| _ Alter Entwicklungs- zweig \| \| _ Erste/Letzte Version vom Entwicklungs- zweig \| \| _ Version mit Neuerungen \| \| _ Sicherheits- aktualisierung \| |
| 27                                             | Januar 2015                      | Aktualisierung auf Chromium 40. | 27.0 (27.01.2015)                                           | \| \| \| Legende \| \| _ Aktueller Entwicklungs- zweig \| \| _ Alter Entwicklungs- zweig \| \| _ Erste/Letzte Version vom Entwicklungs- zweig \| \| _ Version mit Neuerungen \| \| _ Sicherheits- aktualisierung \| |
| 28                                             | März 2015                        | Aktualisierung auf Chromium 41. | 28.0 (10.03.2015)                                           | \| \| \| Legende \| \| _ Aktueller Entwicklungs- zweig \| \| _ Alter Entwicklungs- zweig \| \| _ Erste/Letzte Version vom Entwicklungs- zweig \| \| _ Version mit Neuerungen \| \| _ Sicherheits- aktualisierung \| |
| 29                                             | April 2015                       | Aktualisierung auf Chromium 42. | 29.0 (28.04.2015)                                           | \| \| \| Legende \| \| _ Aktueller Entwicklungs- zweig \| \| _ Alter Entwicklungs- zweig \| \| _ Erste/Letzte Version vom Entwicklungs- zweig \| \| _ Version mit Neuerungen \| \| _ Sicherheits- aktualisierung \| |
| 30                                             | Juni 2015                        | Aktualisierung auf Chromium 43. | 30.0 (09.06.2015)                                           | \| \| \| Legende \| \| _ Aktueller Entwicklungs- zweig \| \| _ Alter Entwicklungs- zweig \| \| _ Erste/Letzte Version vom Entwicklungs- zweig \| \| _ Version mit Neuerungen \| \| _ Sicherheits- aktualisierung \| |
| 31                                             | August 2015                      | Aktualisierung auf Chromium 44. | 31.0 (04.08.2015)                                           | \| \| \| Legende \| \| _ Aktueller Entwicklungs- zweig \| \| _ Alter Entwicklungs- zweig \| \| _ Erste/Letzte Version vom Entwicklungs- zweig \| \| _ Version mit Neuerungen \| \| _ Sicherheits- aktualisierung \| |
| 32                                             | September 2015                   | Aktualisierung auf Chromium 45. | 32.0 (15.09.2015)                                           | \| \| \| Legende \| \| _ Aktueller Entwicklungs- zweig \| \| _ Alter Entwicklungs- zweig \| \| _ Erste/Letzte Version vom Entwicklungs- zweig \| \| _ Version mit Neuerungen \| \| _ Sicherheits- aktualisierung \| |
| 33                                             | Oktober 2015                     | Aktualisierung auf Chromium 46. | 33.0 (27.10.2015)                                           | \| \| \| Legende \| \| _ Aktueller Entwicklungs- zweig \| \| _ Alter Entwicklungs- zweig \| \| _ Erste/Letzte Version vom Entwicklungs- zweig \| \| _ Version mit Neuerungen \| \| _ Sicherheits- aktualisierung \| |
| 34                                             | Dezember 2015                    | Aktualisierung auf Chromium 47. | 34.0 (08.12.2015)                                           | \| \| \| Legende \| \| _ Aktueller Entwicklungs- zweig \| \| _ Alter Entwicklungs- zweig \| \| _ Erste/Letzte Version vom Entwicklungs- zweig \| \| _ Version mit Neuerungen \| \| _ Sicherheits- aktualisierung \| |
| 35                                             | Februar 2016                     | Stummschalten von Tabs. Aktualisierung auf Chromium 48. | 35.0 (02.02.2016)                                           | \| \| \| Legende \| \| _ Aktueller Entwicklungs- zweig \| \| _ Alter Entwicklungs- zweig \| \| _ Erste/Letzte Version vom Entwicklungs- zweig \| \| _ Version mit Neuerungen \| \| _ Sicherheits- aktualisierung \| |
| 36                                             | März 2016                        | Aktualisierung auf Chromium 49. Letzte Version für Windows XP. | 36.0 (15.03.2016)                                           | \| \| \| Legende \| \| _ Aktueller Entwicklungs- zweig \| \| _ Alter Entwicklungs- zweig \| \| _ Erste/Letzte Version vom Entwicklungs- zweig \| \| _ Version mit Neuerungen \| \| _ Sicherheits- aktualisierung \| |
| 37                                             | Mai 2016                         | Wiedereinführung eines nativen Werbeblockers, basierend auf der Filterliste EasyList. Aktualisierung auf Chromium 50. | 37.0 (04.05.2016)                                           | \| \| \| Legende \| \| _ Aktueller Entwicklungs- zweig \| \| _ Alter Entwicklungs- zweig \| \| _ Erste/Letzte Version vom Entwicklungs- zweig \| \| _ Version mit Neuerungen \| \| _ Sicherheits- aktualisierung \| |
| 38                                             | Juni 2016                        | Einführung eines manuell aktivierbaren Batteriesparmodus, eigene Filterlisten können zum Adblocker hinzugefügt werden, eigene Fotos können als Thema gewählt werden, Verbesserungen der Speed-Dial-Funktion. Aktualisierung auf Chromium 51. | 38.0 (08.06.2016)                                           | \| \| \| Legende \| \| _ Aktueller Entwicklungs- zweig \| \| _ Alter Entwicklungs- zweig \| \| _ Erste/Letzte Version vom Entwicklungs- zweig \| \| _ Version mit Neuerungen \| \| _ Sicherheits- aktualisierung \| |
| 39                                             | August 2016                      | Aktualisierung auf Chromium 52. | 39.0 (17.08.2016)                                           | \| \| \| Legende \| \| _ Aktueller Entwicklungs- zweig \| \| _ Alter Entwicklungs- zweig \| \| _ Erste/Letzte Version vom Entwicklungs- zweig \| \| _ Version mit Neuerungen \| \| _ Sicherheits- aktualisierung \| |
| 40                                             | September 2016                   | Aktualisierung auf Chromium 53. | 40.0 (27.09.2016)                                           | \| \| \| Legende \| \| _ Aktueller Entwicklungs- zweig \| \| _ Alter Entwicklungs- zweig \| \| _ Erste/Letzte Version vom Entwicklungs- zweig \| \| _ Version mit Neuerungen \| \| _ Sicherheits- aktualisierung \| |
| 41                                             | Oktober 2016                     | Schneller Start, längere Batteriezeit bei Videokonferenzen. Aktualisierung auf Chromium 54. | 41.0                                                        | \| \| \| Legende \| \| _ Aktueller Entwicklungs- zweig \| \| _ Alter Entwicklungs- zweig \| \| _ Erste/Letzte Version vom Entwicklungs- zweig \| \| _ Version mit Neuerungen \| \| _ Sicherheits- aktualisierung \| |
| 42                                             | Dezember 2016                    | Integrierten Währungsumrechner, Newsreader-Verknüpfung in URL-Adressleiste, Netzwerk-Installationsprogramm für Opera 64-Bit. Aktualisierung auf Chromium 55. | 42.0                                                        | \| \| \| Legende \| \| _ Aktueller Entwicklungs- zweig \| \| _ Alter Entwicklungs- zweig \| \| _ Erste/Letzte Version vom Entwicklungs- zweig \| \| _ Version mit Neuerungen \| \| _ Sicherheits- aktualisierung \| |
| 43                                             | Februar 2017                     | Aktualisierung auf Chromium 56. | 43.0                                                        | \| \| \| Legende \| \| _ Aktueller Entwicklungs- zweig \| \| _ Alter Entwicklungs- zweig \| \| _ Erste/Letzte Version vom Entwicklungs- zweig \| \| _ Version mit Neuerungen \| \| _ Sicherheits- aktualisierung \| |
| 44                                             | März 2017                        | Apple Touch Bar Support, Aktualisierung auf Chromium 57. | 44.0                                                        | \| \| \| Legende \| \| _ Aktueller Entwicklungs- zweig \| \| _ Alter Entwicklungs- zweig \| \| _ Erste/Letzte Version vom Entwicklungs- zweig \| \| _ Version mit Neuerungen \| \| _ Sicherheits- aktualisierung \| |
| 45                                             | Mai 2017                         | Messenger in Sidebar, Bedienoberfläche wahlweise auch in dunkler Farbgebung, Warnung vor unverschlüsselt übertragenen Formularfeldern, Aktualisierung auf Chromium 58. | 45.0                                                        | \| \| \| Legende \| \| _ Aktueller Entwicklungs- zweig \| \| _ Alter Entwicklungs- zweig \| \| _ Erste/Letzte Version vom Entwicklungs- zweig \| \| _ Version mit Neuerungen \| \| _ Sicherheits- aktualisierung \| |
| 48                                             | August 2017                      | Werkzeug für Bildschirmkopien, Chromium-Aktualisierung | 48.0                                                        | \| \| \| Legende \| \| _ Aktueller Entwicklungs- zweig \| \| _ Alter Entwicklungs- zweig \| \| _ Erste/Letzte Version vom Entwicklungs- zweig \| \| _ Version mit Neuerungen \| \| _ Sicherheits- aktualisierung \| |
| 49                                             | September 2017                   | Unterstützung für 360°-Videos mit Virtual-Reality-Brillen, Abspielprogramm im Browser für HTC Vive, Oculus Rift und weitere OpenVR kompatible Geräte, Chromium-Aktualisierung | 49.0                                                        | \| \| \| Legende \| \| _ Aktueller Entwicklungs- zweig \| \| _ Alter Entwicklungs- zweig \| \| _ Erste/Letzte Version vom Entwicklungs- zweig \| \| _ Version mit Neuerungen \| \| _ Sicherheits- aktualisierung \| |
| 50 Versions-Verzeichnis                        | Dezember 2017                    | Schutz vor Programmen, die missbräuchlich mit dem Computer Kryptowährungen suchen, Chromium-Aktualisierung | 50.0                                                        | \| \| \| Legende \| \| _ Aktueller Entwicklungs- zweig \| \| _ Alter Entwicklungs- zweig \| \| _ Erste/Letzte Version vom Entwicklungs- zweig \| \| _ Version mit Neuerungen \| \| _ Sicherheits- aktualisierung \| |
|                                                |                                  | |                                                             | \| \| \| Legende \| \| _ Aktueller Entwicklungs- zweig \| \| _ Alter Entwicklungs- zweig \| \| _ Erste/Letzte Version vom Entwicklungs- zweig \| \| _ Version mit Neuerungen \| \| _ Sicherheits- aktualisierung \| |
| Legende                                        |                                  | |                                                             | \| \| \| Legende \| \| _ Aktueller Entwicklungs- zweig \| \| _ Alter Entwicklungs- zweig \| \| _ Erste/Letzte Version vom Entwicklungs- zweig \| \| _ Version mit Neuerungen \| \| _ Sicherheits- aktualisierung \| |
| _ Aktueller Entwicklungs- zweig                |                                  | |                                                             | \| \| \| Legende \| \| _ Aktueller Entwicklungs- zweig \| \| _ Alter Entwicklungs- zweig \| \| _ Erste/Letzte Version vom Entwicklungs- zweig \| \| _ Version mit Neuerungen \| \| _ Sicherheits- aktualisierung \| |
| _ Alter Entwicklungs- zweig                    |                                  | |                                                             | \| \| \| Legende \| \| _ Aktueller Entwicklungs- zweig \| \| _ Alter Entwicklungs- zweig \| \| _ Erste/Letzte Version vom Entwicklungs- zweig \| \| _ Version mit Neuerungen \| \| _ Sicherheits- aktualisierung \| |
| _ Erste/Letzte Version vom Entwicklungs- zweig |                                  | |                                                             | \| \| \| Legende \| \| _ Aktueller Entwicklungs- zweig \| \| _ Alter Entwicklungs- zweig \| \| _ Erste/Letzte Version vom Entwicklungs- zweig \| \| _ Version mit Neuerungen \| \| _ Sicherheits- aktualisierung \| |
| _ Version mit Neuerungen                       |                                  | |                                                             | |
| _ Sicherheits- aktualisierung                  |                                  | |                                                             | |

### Opera 15 und folgende
Ab Version 15 enthält der Browser den Mail-Client und den RSS-Reader nicht mehr. Das Entwicklertool Dragonfly wurde durch jenes in Google Chrome ersetzt.
Statt Presto wird Blink als HTML-Rendering-Engine verwendet.
Hinzu kamen in Version 15 die erweiterte Schnellwahl sowie die Funktion „Stash“ (Verstauen). Damit lassen sich Webseiten mit einem Klick in einer Liste in Form von Abbildern (Screenshots) speichern. Auf Wunsch kann man gespeicherte Seiten zusammenziehen, so dass man nur Links sieht.
Die Schnellwahl erhielt eine Ordnerfunktion. Werden zwei Schnellwahl-Felder übereinandergelegt, erzeugt das einen Ordner, in dem man oft besuchte Seiten gruppieren kann. Die neue Suchfunktion bietet in Schnellwahl-Ordnern schnellen Zugriff auf gespeicherte Inhalte.
Die Funktion „Discover“ zeigt ausgewählte Inhalte wählbarer Nachrichtenseiten geordnet nach bevorzugten Themen an.
Einige Merkmale der Version 12 wurden in späteren Opera-Versionen integriert – darunter ein Modul zur RSS-Anzeige.

## Opera für andere Plattformen

### 100-Dollar-Laptop
Am 23. Januar 2007 wurde eine spezielle „Opera OLPC Edition“ für den 100-Dollar-Laptop vorgestellt.
Dabei handelt es sich fast um die normale Desktopversion. Sie wurde mittels gcc 4.1 kompiliert (anstatt 2.95, ebenso wurde Qt 3.3.7 anstatt 3.3.5 verwendet) und hat ein verändertes Aussehen.

### Mobiltelefone, Smartphones und PDAs
Opera ist auch in zwei Versionen für Smartphones und PDAs erhältlich. Opera Mobile wird für Windows Mobile, für Smartphones mit Android (ab Version 1.6), MeeGo, Symbian OS und Windows Mobile sowie für Tabletcomputer mit Android (ab Versionszweig 3 Honeycomb) und MeeGo plattformabhängig angeboten. „Opera Mini“ ist für fast alle Java-fähigen Mobiltelefone sowie für das iPhone (iOS) erhältlich.

#### Opera Mini

Opera-Mini-Logo

„Speed Dial“-Startseite von Opera Mini 6 auf einem Nokia N95. Im Hintergrund zwei weitere Tabs.

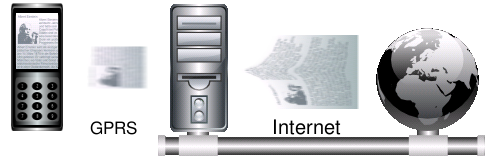
Funktionsweise des Opera Mini (GPRS-Verbindung)

Im Herbst 2005 veröffentlichte Opera Software die ersten Versionen seines MIDP-kompatiblen Browsers Opera Mini für Java-fähige Mobiltelefone und PDAs.
Opera Mini nutzt einen speziellen Proxyserver, der von Opera Software betrieben wird und der die Seiten und Bilder der Website mit der Small-Screen-Rendering-Technik aufbereitet, komprimiert und an das Mobiltelefon weiterschickt. Dadurch werden die Seiten nicht nur an die meist kleinen Displays angepasst, sondern auch das Datenvolumen und der Rechenaufwand werden reduziert. Auch beim Besuch einer verschlüsselten Seite entschlüsselt der Opera-Mini-Transcoder-Server die Verbindung, verschlüsselt sie erneut und bricht damit die Ende-zu-Ende-Verschlüsselung.
Anfang Mai 2006 erschien Opera Mini in Version 2.0 und Ende November 2006 in Version 3.0. Die Version 4.2 war seit dem 25. November 2008 verfügbar und zeigte die Seite zunächst stark verkleinert an, so dass sie in voller Breite auf das Display passte. Danach konnte man einzelne Teile der Seite auswählen und in voller Größe betrachten. Ab 20. November 2009 wurde Benutzern aus China nur noch eine spezielle Opera Mini China Version angeboten, die ein Umgehen der chinesischen Internetzensurmaßnahmen verhindert. Ein voll funktionsfähiger „Opera Mini-Simulator“ wird als Java-Applet angeboten. Seit dem 13. April 2010 wurde Opera Mini 5.0 auch für das iPhone angeboten. Innerhalb des ersten Tages wurde der neue Opera-Mini-Browser über eine Million Mal als iPhone-App heruntergeladen. Damit führte die Opera-App die Downloadcharts für das iPhone an.
Seit Juli 2011 war Version 6.0.1 verfügbar. Am 27. Februar 2012 wurde mit Opera Mini Next die neue Version 7 des mobilen Browsers angekündigt, die im Laufe des Jahres erschien. Im Jahr 2014 wurden die Versionen 8 und 9 veröffentlicht und schon im Jahr darauf folgte Opera Mini 10.

#### Opera Mobile

Startseite von Opera Mobile 11.10 unter Android.

Opera Mobile 11.10 mit aufgeklapptem Menü unter Android.

Im Unterschied zu Opera Mini ist Opera Mobile ein kompletter Browser ohne Abhängigkeit von einem speziellen Server. Opera Mobile wird für Pocket PCs mit Microsoft Windows Mobile oder Microsoft Windows 7, für Smartphones mit Android (ab Version 1.6), MeeGo, Symbian OS und Microsoft Windows Mobile sowie für Tabletcomputer mit Android (ab Versionszweig 3 Honeycomb) und MeeGo plattformabhängig angeboten. Am 11. Oktober 2011 veröffentlichte Opera Software die Version 11.50 von Opera Mobile für Android. Diese wurde am 27. Februar 2012 durch die aktuelle und finale Version 12 für Android und Symbian ersetzt. Laut Expertenmessungen übertrifft Opera Mobile 12 andere Browser wie Apple Safari oder Google Chrome in seiner Geschwindigkeit, insbesondere bei der Darstellung von HTML5-Inhalten, und kann als der derzeit [Anm.: 2012] schnellste Webbrowser für mobile Endgeräte gelten.
Bei Mobiltelefonen mit der Symbian-Benutzeroberfläche UIQ 3 ist Opera Mobile in der Version 8.65 integriert.

### Spielkonsolen
Opera entwickelte in Partnerschaft mit Nintendo einen Nintendo-DS-Browser, mit dem es möglich ist, auf diesem Gerät herkömmliche Webseiten zu besuchen. Allerdings werden weder Flash noch Java-Inhalte unterstützt. Mitgeliefert wird eine RAM-Erweiterung für den zweiten Slot des Nintendo DS (Lite). Der Browser erschien am 24. Juli 2006 in Japan, am 6. Oktober 2006 in Europa und am 8. Juni 2007 in den USA. In Europa wurde der Browser für den empfohlenen Preis von 39,99 € angeboten.
Des Weiteren wurde am 22. Dezember 2006 ein Opera-Browser für Nintendos Spielekonsole Wii veröffentlicht (genannt wurde der Browser „Internet Kanal“). Als Speicherplatz wird ein eingebautes Flash-ROM (Read-only-Memory) verwendet. Alle Webstandards der Desktopversion des Browsers werden auch auf Wii unterstützt, im Gegensatz zur DS-Version auch Adobe Flash. Die Navigation erfolgt mit der „Wiimote“, dem Einhand-Controller des Wii. Der Browser konnte für einige Zeit, bis zur Schließung des Onlineladens der Wii, wieder gratis bezogen werden, nachdem er zwischenzeitlich für 500 Wii-Punkte (entspricht 5 €) gekauft werden musste.
Am 3. April 2009 erschien gemeinsam mit der überarbeiteten Nintendo-DS-Version, dem Nintendo DSi, eine „Nintendo DSi Browser“ genannte Version des Opera-Browsers, die über den Download-Dienst „DSiWARE“ bis zu dessen Schließung erstmals kostenlos bezogen werden konnte.

### Opera Devices
Unter dem Geschäftsfeld Opera Devices (zu dem eigentlich auch der Bereich „Spielkonsolen“ gehört) bietet Opera Herstellern von vernetzten Geräten die Möglichkeit, einen vollwertigen Webbrowser zu integrieren. Die bekannteste Partnerschaft ist die mit Nintendo. Weitere Einsätze von auf Opera-Technologie basierenden beziehungsweise von Opera entwickelten Browsern sollen in den Bereichen „Set-Top-Boxen“, „Mobile Internetgeräte“, „IP-Telefone“, „Fahrzeuge“, „Mobile Navigationsgeräte“, „Business Terminalgeräte“ und „Haushaltsgeräte“ erfolgen.

### Opera Coast
Im September 2013 veröffentlichte Opera Software den speziell für iOS entwickelten Webbrowser Opera Coast.
Die Bedienung des Browser ist für Apples mobile Hardware optimiert und setzt vollständig auf berührungssensitives Navigieren mittels Touchscreen.

### Opera Touch
Am 25. April 2018 erschien der Browser Opera Touch für Android im Google Play Store. Seit Oktober 2018 ist Opera Touch auch für Apples iOS verfügbar. Die Benutzeroberfläche wurde mit dem Red Dot Communication Design Award 2018 ausgezeichnet. Der Browser unterstützt eine einhändige Nutzung und kann mit dem Opera Flow des Browser am PC verbunden werden, um Bilder oder Notizen zwischen PC und Smartphone verschlüsselt auszutauschen.
Der interne Werbeblocker kann ein- und ausgeschaltet werden.

## Kritik und Kontroversen
Im Januar 2020 kam es zu Vorwürfen gegen die Tochterunternehmen von Opera Software: O!Kash, OPesa, CashBean und O!Pay. Laut einem Bericht der Firma Hindenburg Research soll Opera im Google Play Store über verschiedene Apps Kredite zu stark überhöhten Zinsen angeboten haben. Dies ist laut den Nutzungsbedingungen von Google verboten. Wer nicht pünktlich zahlt, soll bis zu 876 % Zinsen zahlen müssen. Darüber hinaus sollen die Apps Kontakte aus dem Adressbuch missbrauchen, um diese zu belästigen und so den Druck zur Zahlung auf den „Kreditnehmer“ zu erhöhen.
Dem Bericht von Hindenburg Research zufolge sollte auch ein finanzielles Wachstum bei Opera suggeriert werden, das es nicht gab. Ebenfalls vorgeworfen wurde die Veruntreuung von 40 Millionen US-Dollar. Opera widersprach und behauptete, die Anschuldigungen enthielten Fehler, seien unbegründet, irreführend oder es handle sich um Fehlinterpretationen. Hindenburg-Gründer Nate Anderson bestätigte, dass Hindenburg weiterhin Short-Positionen in Opera-Aktien hält – wodurch das Unternehmen finanziell von Kursrückgängen bei Opera profitieren könnte. Die Aktien des Unternehmens fielen am Tag der Veröffentlichung des Berichts um etwa 18 %.

### Vorwürfe wegen Spyware
Dem Opera-Browser wurde außerdem vorgeworfen, eine Spyware zu sein, da er unerwünschte Anfragen stellt, in Facebook/Meta integriert ist und Google als Standardsuchmaschine verwendet. Auch der Closed-Source-Code des Browsers wurde als einer der Hauptaspekte der Spyware angesehen. Opera gibt an, dass der Browser aufgrund seines Designs weder persönliche Browserdaten sammelt noch Benutzeraktivitäten verfolgt. Von Drittanbietern angebotene Dienste wie Streaming- oder Messaging-Dienste sind No-Log-Dienste, d. h. es werden keine Daten mit Opera ausgetauscht, sondern nur mit den Dienstanbietern.

### Datenschutz
Opera hat seinen Hauptsitz in Oslo und ist ein norwegisches Unternehmen, das als solches norwegischen und europäischen Gesetzen unterliegt. Hierzu zählt auch die Datenschutz-Grundverordnung (DSGVO), die weltweit strengste Datenschutzregelung, die Norwegen als Mitglied des EWR ratifiziert hat.
Es gab Vorwürfe, dass Opera einem chinesischen Unternehmen gehört und der chinesischen Regierung Zugriff auf Benutzerdaten gewährt. Das Unternehmen veröffentlichte eine Erklärung, die besagt, dass Opera im Jahr 2016 vom chinesischen Investmentkonsortium Golden Brick Silk Road Equity Investment Fund II LLP übernommen wurde. Der Deal wurde von den norwegischen Aufsichtsbehörden geprüft und genehmigt (ein früherer Deal war nicht genehmigt worden). Als börsennotiertes Unternehmen an der NASDAQ-Börse seit 2018 muss Opera die strengen Sorgfaltspflichten und Transparenzregeln der SEC einhalten, einschließlich Regeln zu Corporate Governance, Transparenz und Prüfungsausschüssen. Opera erklärt, dass der Schutz aufgrund der DSGVO auch auf Opera-Benutzer außerhalb der EU und des EWR ausgeweitet wird.

### VPN
Im Jahr 2022 wurde Opera vorgeworfen, sein kostenloses VPN sei lediglich ein Browser-Proxy und kein VPN. Die Grundlage dieser Behauptung ist, dass das kostenlose VPN von Opera nur Aktivitäten innerhalb des Opera-Browsers und nicht das gesamte Gerät schützt. Andere behaupten, dass das kostenlose VPN die Daten des Benutzers nicht verschlüsselt und nicht sicher ist, und dass es auch die Aktivitäten des Benutzers protokolliert. Allerdings gibt Opera an, dass das kostenlose VPN AES-256-Verschlüsselung verwendet und dass es sich bei seinem kostenlosen VPN um einen No-Log-Dienst handelt, was bedeutet, dass über das VPN keine Benutzerdaten erfasst werden. Zuletzt gab das Unternehmen bekannt, dass sein VPN-Dienst vom deutschen Cybersicherheitsforscher Cure53 geprüft wurde, der bestätigte, dass das kostenlose VPN von Opera ein sicherer Dienst ist.

## Verbreitung

### Opera Desktop Browser
Als Opera 1994 in Norwegen vorgestellt wurde, war ihm aufgrund der Konkurrenz durch den Internet Explorer von Microsoft und den Netscape Navigator zunächst kein großer Erfolg beschieden, zumal zu diesem Zeitpunkt zwischen den beiden kostenlosen Wettbewerbern der sogenannte Browserkrieg geführt wurde.
Wenngleich Opera gegenüber der Konkurrenz einen vergleichsweise geringen Marktanteil besaß, konnte er auch 2001, als die Software noch mit Werbeeinblendungen als Shareware vertrieben wurde, ein gutes Wachstum verbuchen. Der Marktanteil nahm jedoch in den darauf folgenden Jahren, trotz der Umstellung auf den kostenlosen Vertrieb, nicht signifikant zu.

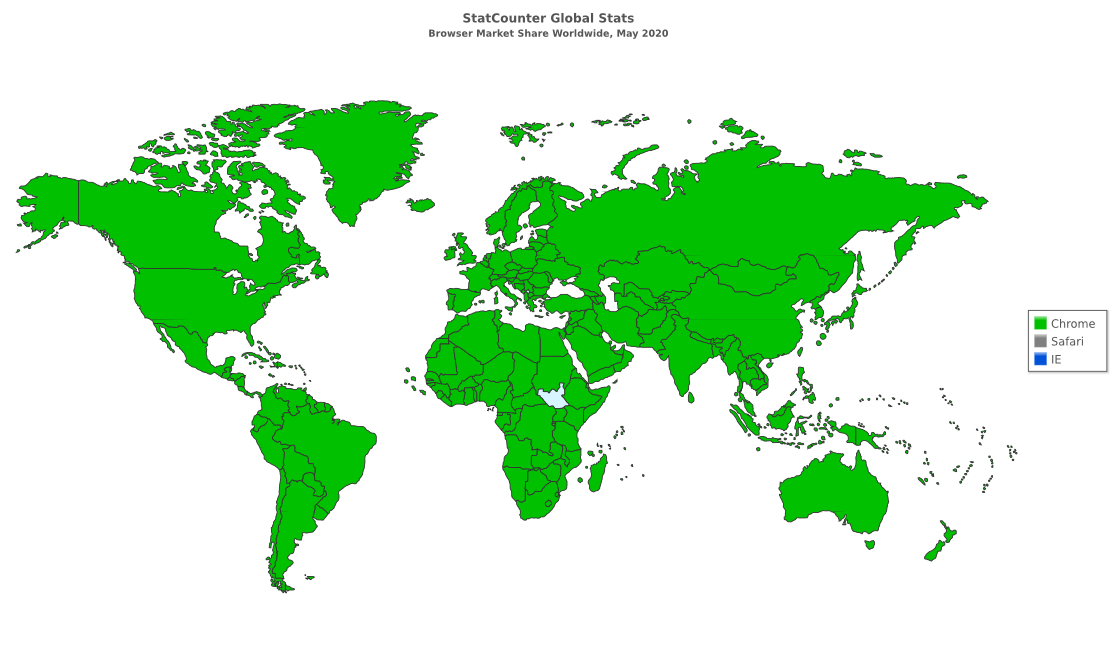
Meistverwendete Browser nach Ländern:
Google Chrome
Safari (Browser) (Stand: Mai 2020)

Market Share stellte im Januar 2013 einen Marktanteil des Browsers um 1,75 Prozent (mit geringer Aufwärtstendenz seit Mai 2012 mit 1,57 %) fest. The Counter stellte mangels Nachkommastellen im Dezember 2008 einen Anteil von einem Prozent fest. StatCounter gibt den Nutzeranteil des Opera Desktop Browsers 2015 mit 1,81 % an. Da sich solche Statistiken immer nur auf eine mehr oder minder große Stichprobe beziehen und zudem je nach Land und Publikum oft große Unterschiede bestehen, sind solche Aussagen mit Vorsicht zu genießen. Auf den häufig von Technikbegeisterten besuchten Websites Heise online und Golem.de lag der Anteil der Opera-Benutzer beispielsweise 2008 zwischen 6 und 8 %. Bei einer Untersuchung von 15 Exploit-Websites zeigte sich, dass 26 % der Administratoren dieser 15 Websites Opera verwendeten. Auch in Afrika war Opera überaus beliebt und – über alle Plattformen betrachtet – in den meisten Ländern der dominierende Browser.
Angaben über die Verbreitung waren zu jener Zeit wegen der Voreinstellung eines Features von Opera sehr ungenau; der Browser gab sich längere Zeit als Internet Explorer aus und konnte praktisch nicht richtig erkannt werden. Inzwischen ist die Vorgabe-Einstellung wieder auf „als Opera ausgeben“ eingestellt und der Nutzer hat die Wahl, sich entweder als Internet Explorer oder Firefox auszugeben oder zu maskieren. Während beim „maskieren“ die originale Kennung beziehungsweise User Agent des ausgewählten Browsers verwendet wird, fügt der Browser im „ausgeben“-Modus zusätzlich zum imitierten User Agent auch die eigene Kennung hinzu.
Laut der offiziellen Pressemitteilung des Unternehmens hatte Opera im ersten Quartal 2024 304 Millionen monatlich aktive Nutzer (MAU, monthly active users). Im Mai 2024 betrug der weltweite Browser-Marktanteil von Opera nach Angaben von StatCounter 2,54 %.

### Opera für Mobiltelefone, Smartphones und PDAs
Laut Opera war Opera Mini der „weltweit beliebteste Browser mit über 30 Millionen Benutzern“. Diese Zahlen können allerdings nicht verifiziert werden. Aufgrund der geringen Anzahl von kostenlosen und frei zugänglichen Webbrowsern für Mobiltelefone und der guten Noten für Opera Mini erscheint zumindest eine weite Verbreitung plausibel. Mittlerweile wird Opera Mini auf einigen Mobiltelefonen (zum Beispiel Samsung) vorinstalliert.
Opera Mobile wurden nach Angaben von Opera seit 2004 auf über 125 Millionen Geräten installiert. Während der Nutzeranteil auf Mobiltelefonen 2016 noch über 10 % lag, gibt StatCounter Operas Marktanteil für 2024 mit 2,14 % an.

### Opera für Spielekonsolen
Durch die Partnerschaft mit Nintendo hatte Opera ein Monopol für Browser bei Nintendo-Spielekonsolen. Lediglich auf dem Nintendo 3DS kommt der NetFront-Browser von Access zum Einsatz.
Nintendo DS & DSlite:

Der Browser musste mangels integriertem Speicher als Hardware (wie ein gewöhnliches Spiel) käuflich erworben werden. Offizielle Verkaufszahlen wurden nicht veröffentlicht. Die Unterstützung für Nintendo DS/DS Lite wurde mittlerweile eingestellt.
Nintendo DSi & Nintendo DSi XL:

Da der Opera-Browser in jedem Nintendo-DSi-Modell vorinstalliert ist, hat er damit eine Verbreitung von über 1,7 Millionen Installationen erfahren (Stand: Juli 2009).
Nintendo Wii:

Die Nintendo-Wii-Konsole wurde, Stand September 2016, weltweit über 100 Millionen Mal verkauft. Der Opera-Browser (genannt „Internet-Kanal“) ist bei Auslieferung nicht vorinstalliert, kann aber im Wii-Shop-Kanal heruntergeladen werden. Der Download war zunächst kostenlos, wurde aber Mitte 2007 kostenpflichtig. Seit September 2009 ist der Browser wieder kostenfrei erhältlich. Downloadzahlen wurden bislang nicht veröffentlicht.